# Inga Schneider
Inga Schneider z d. Kesper (ur. 22 września 1968 w Willingen) – niemiecka biathlonistka reprezentująca również RFN, trzykrotna medalistka mistrzostw świata.

## Kariera
W Pucharze Świata zadebiutowała 25 lutego 1987 roku w Lahti, gdzie zajęła 14. miejsce w biegu indywidualnym. Tym samym już w debiucie zdobyła pierwsze punkty. Pierwszy raz na podium zawodów tego cyklu stanęła 28 stycznia 1988 roku w Ruhpolding, kończąc rywalizację w biegu indywidualnym na trzeciej pozycji. Wyprzedziły ją tam tylko Iwa Szkodrewa z Bułgarii i rodaczka - Petra Schaaf. W kolejnych startach jeszcze jeden raz znalazła się w najlepszej trójce: 1 lutego 1990 roku w Walchsee, gdzie ponownie była trzecia w tej konkurencji. Najlepsze wyniki osiągnęła w sezonie 1990/1991, kiedy zajęła dziesiąte miejsce w klasyfikacji generalnej.
Podczas mistrzostw świata w Feistritz w 1989 roku wspólnie z Doriną Pieper, Danielą Hörburger i Petrą Schaaf zdobyła brązowy medal w biegu drużynowym. Na rozgrywanych rok później mistrzostwach świata w Mińsku/Oslo razem z Irene Schroll, Danielą Hörburger i Petrą Schaaf była druga w tej konkurencji. Ponadto na mistrzostwach świata w Nowosybirsku w 1992 roku Niemki w składzie: Petra Bauer, Uschi Disl, Inga Kesper i Petra Schaaf zwyciężyły w biegu drużynowym. Była też między innymi siódma w sprincie na MŚ 1989. Brała również udział w igrzyskach olimpijskich w Albertville w 1992 roku, gdzie zajęła piętnaste miejsce w biegu indywidualnym i dziesiąte w sprincie.

## Osiągnięcia

### Igrzyska olimpijskie
| Rok  | Miejscowość | Konkurencje | Konkurencje | Konkurencje | Konkurencje | Konkurencje | Konkurencje | Konkurencje |
| Rok  | Miejscowość | IN          | SP          | PU          | MS          | RL          | MR          | SR          |
| ---- | ----------- | ----------- | ----------- | ----------- | ----------- | ----------- | ----------- | ----------- |
| 1992 | Albertville | 15.         | 10.         | nd.         | nd.         | –           | nd.         | –           |

### Mistrzostwa świata
| Rok  | Miejscowość | Konkurencje | Konkurencje | Konkurencje | Konkurencje | Konkurencje | Konkurencje | Konkurencje |
| Rok  | Miejscowość | IN          | SP          | PU          | MS          | RL          | MR          | SR          |
| ---- | ----------- | ----------- | ----------- | ----------- | ----------- | ----------- | ----------- | ----------- |
| 1987 | Lahti       | 14.         | 28.         | nd.         | nd.         | –           | nd.         | –           |
| 1988 | Chamonix    | 9.          | 26.         | nd.         | nd.         | 5.          | nd.         | –           |
| 1989 | Feistritz   | 28.         | 7.          | nd.         | nd.         | –           | nd.         | –           |
| 1990 | Mińsk/Oslo  | 27.         | 25.         | nd.         | nd.         | 8.          | nd.         | –           |
| 1991 | Lahti       | 27.         | 14.         | nd.         | nd.         | –           | nd.         | –           |
| 1992 | Nowosybirsk | nd.         | nd.         | nd.         | nd.         | nd.         | nd.         | –           |

### Puchar Świata

#### Miejsca w klasyfikacji generalnej
| Sezon     | Miejsce |
| --------- | ------- |
| 1986/1987 | ?       |
| 1987/1988 | 14.     |
| 1988/1989 | 16.     |
| 1989/1990 | 18.     |
| 1990/1991 | 10.     |
| 1991/1992 | 16.     |
| 1992/1993 | -       |
| 1993/1994 | -       |

#### Miejsca na podium chronologicznie
| Lp. | Dzień       | Rok  | Miejscowość | Konkurencja                | Lokata | Pudła   | Czas biegu | Strata  | Zwycięzca     |
| --- | ----------- | ---- | ----------- | -------------------------- | ------ | ------- | ---------- | ------- | ------------- |
| 1.  | 28 stycznia | 1988 | Ruhpolding  | Bieg indywidualny na 15 km | 3.     | 0+2+1   | 40:21,8    | +34,1   | Iwa Szkodrewa |
| 2.  | 1 lutego    | 1990 | Walchsee    | Bieg indywidualny na 15 km | 3.     | 1+2+0+1 | 55:23,6    | +1:26,8 | Iwa Szkodrewa |